# Asilus bicolor
Asilus bicolor là một loài ruồi trong họ Asilidae. Asilus bicolor được Olivier miêu tả năm 1789. Loài này phân bố ở vùng Cổ Bắc giới.